# کهن‌خویش‌ها
کهن‌خویش‌ها (نام علمی: Alethe) نام یک سرده از تیره مگس‌گیران است.
این سرده را پیش از این در خانواده توکایان قرار می‌دادند اما پژوهش بیشتر نشان داد که از خویشان نزدیک‌تر مگس‌گیران بر قدیم (جهان کهن) هستند.